# شهرستان شیانگشان (چجیانگ)
شهرستان شیانگشان (به انگلیسی: Xiangshan County) یک شهرستان در چین است که در نانگبو واقع شده‌است.